# Ichizō Nakata
Ichizō Nakata (jap. 中田 一三, Nakata Ichizō; * 19. April 1973 in der Präfektur Mie) ist ein ehemaliger japanischer Fußballspieler und -trainer.

## Karriere
Nakata erlernte das Fußballspielen in der Schulmannschaft der Yokkaichi Chuo Technical High School. Seinen ersten Vertrag unterschrieb er 1992 bei Yokohama Flügels. Der Verein spielte in der höchsten Liga des Landes, der J1 League. 1993 gewann er mit dem Verein den Kaiserpokal. Für den Verein absolvierte er 27 Erstligaspiele. 1996 wechselte er zum Ligakonkurrenten Avispa Fukuoka. Für den Verein absolvierte er 34 Erstligaspiele. 199 wechselte er zum Zweitligisten Oita Trinity (heute: Oita Trinita). Im Oktober 1998 wechselte er zum Erstligisten JEF United Ichihara. Für den Verein absolvierte er 52 Erstligaspiele. 2001 wechselte er zum Zweitligisten Ōita Trinita, 2002 zum Erstligisten Vegalta Sendai, 2004 zum Zweitligisten Ventforet Kofu. Im Juli 2004 beendete er seine Karriere als Fußballspieler.

## Erfolge
Yokohama Flügels
- Kaiserpokal

Sieger: 1993
JEF United Ichihara
- J.League Cup

Finalist: 1998